# Estação Itagüí
A Estação Itagüí é uma das estações do Metrô de Medellín, situada em Itagüí, entre a Estação Envigado e a Estação Sabaneta. Administrada pela Empresa de Transporte Masivo del Valle de Aburrá Limitada (ETMVA), faz parte da Linha A.
Foi inaugurada em 30 de setembro de 1996. Localizada no cruzamento da Autopista Regional com a Rua 50, a estação situa-se em uma das margens do Rio Medellín. Atende o bairro Zona Industrial N° 2, situado na Comuna 1 do município.
A estação recebeu esse nome por estar situada no município de Itagüí, localizado no departamento da Antioquia e pertencente à Região Metropolitana do Vale do Aburrá. Itagüí é o município mais densamente povoado e um dos mais industrializados da Colômbia.